# (25599) 2000 AN
2000 أي أن (ويعرف أيضًا باسم (25599) 2000 أي أن وفق تسمية الكوكب الصغير) (بالإنجليزية: 2000 AN)‏ هو كويكب ضمن حزام الكويكبات؛ وترتيبه 25599 من حيث الاكتشاف.
اكتُشف هذا الجُرم الفلكي بواسطة Charles W. Juels ‏ في 2 يناير 2000.

## وصلات خارجية
- (25599) 2000 AN في قاعدة بيانات مختبر الدفع النفاث لأجرام النظام الشمسي الصغيرة

- الاكتشاف · مخطط المدار ·  العناصر المدارية · المعلمات المادية

- (25599) 2000 AN على موقع ويكي سكاي: DSS2, SDSS, GALEX, IRAS, Hydrogen α, X-Ray, Astrophoto, Sky Map, Articles and images